# Tenuipetiolus teredon
Tenuipetiolus teredon är en stekelart som först beskrevs av Walker 1843.  Tenuipetiolus teredon ingår i släktet Tenuipetiolus och familjen kragglanssteklar. Inga underarter finns listade i Catalogue of Life.